# イドガ語
イドガ語（イドガご）は、インド・ヨーロッパ語族インド・イラン語派のイラン語群東イラン語群南東イラン語群パミール諸語に属する言語である。パキスタンのカイバル・パクトゥンクワ州チトラルのロトコフの高地の渓谷で話されている。
国境を挟んだアフガニスタンの地域でイドガ語と類似したムンジャン語が話されている。
イドガ語は一部の言語学者を除いてあまり深くは研究されていなかった。